# Dikonop I
Dikonop I est un village de la région du Centre du Cameroun, situé dans la commune de Dibang. 

## Population et développement
En 1962, la population de Dikonop I était de 163 habitants. La population de Dikonop I était de 183 habitants dont 100 hommes et 83 femmes, lors du recensement de 2005.     